# Junta de Adelanto de Arica

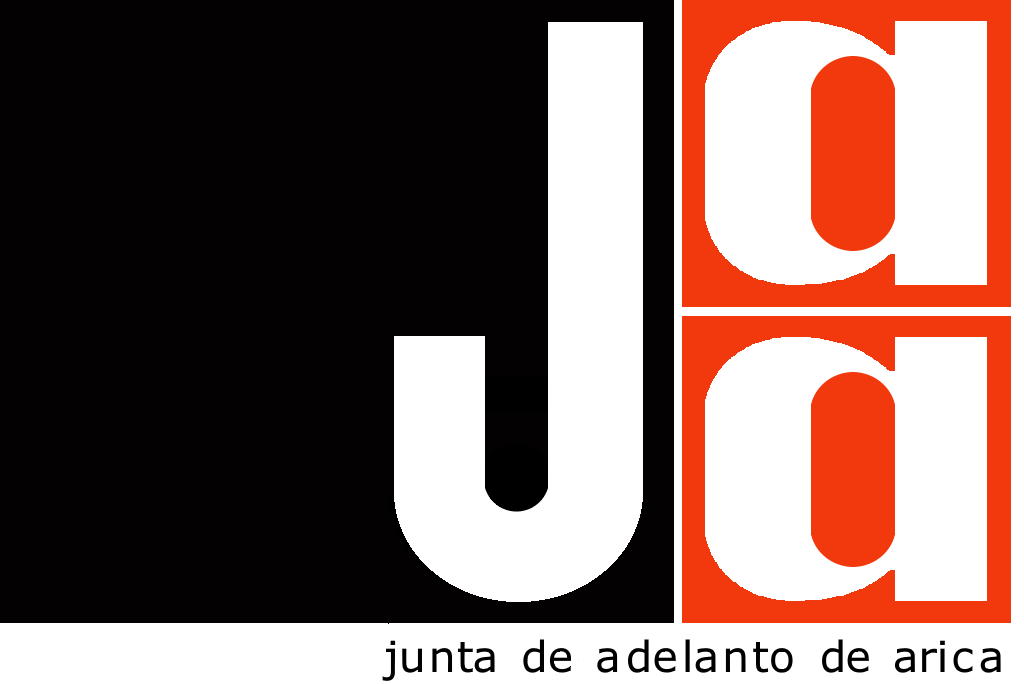
Logotipo de la Junta de Adelanto de Arica.

La Junta de Adelanto de Arica (JAA) fue un organismo público chileno encargada de promover el desarrollo económico, social y urbano del entonces Departamento de Arica, que hoy forma parte de la Región de Arica y Parinacota. 
Fue creada en 1958, durante el segundo gobierno de Carlos Ibáñez del Campo, con el objetivo de impulsar la descentralización y fortalecer el crecimiento de esta zona fronteriza. Funcionó hasta 1976.

## Historia
Fue creada por la ley N.° 13.039 del 24 de septiembre de 1958. A la Junta de Adelanto le correspondía recibir un 15% de los impuestos a la internación de bienes en Arica al crearse un puerto libre en dicho territorio. Fue disuelta por el decreto ley N.° 1.612 del 10 de diciembre de 1976.
En su plan de obras públicas estuvieron diversas obras como por ejemplo:
- Construcción del puerto de Arica.
- Campus universitarios de la sede Arica de las universidades del Norte y de Chile.
- Construcción del Estadio Carlos Dittborn, que albergó partidos de la Copa Mundial de Fútbol de 1962.
- Construcción del Hipódromo de Arica.
- Construcción del Casino Municipal de Arica.
- Construcción del Aeropuerto Internacional de Chacalluta.
- Construcción de la Costanera Sur.
- Habilitación de infraestructura de la playa La Lisera.
- Parque Brasil.
- Hostería del valle de Codpa.
- Embalse Caritaya.
- Edificio Plaza.
- Terminal Rodoviario Nacional.
- Instalación de una estación local de Televisión Nacional de Chile en 1968.[2]
- Numerosos conjuntos habitacionales (casas y departamentos).

Como resultado de la gran envergadura de la construcción de obras públicas y viviendas se llegó al dicho local que la junta, todo lo hizo menos el morro.